# Osuga Valles
Le Osuga Valles sono una struttura geologica della superficie di Marte.